# جيندر ماهال
يوفراج سينغ ديسي (ولد 19 يوليو 1986) مصارع محترف هندي-كندي يلعب في اتحاد دبليو دبليو إي تحت علامة سماكدوون التجارية باسم جيندر ماهال, وحامل لقب بطولة دبليو دبليو إي سابقًا للوزن الثقيل كأول مره في تاريخه.

## جيندر ماهال
هو مصارع كندي من أصل هندي محترف في اتحاد دابليو دابليو أي وعمره 30 عاما وضربته القاضية هي «كالاس» وطوله 193 سم ويزن 222 باوند.

## البداية
جيندر ماهال ظهر لأول مره في عرض 29-2011 في شهر أبريل في سماك داون لتحية جريت كالي، كان يتكلم باللغة البنجابية في الإسبوع الذي يليه ظهر غير راضي من تصرفات كالي في الحلبة في الإسبوع الذي بعده ظهر جيندر ماهال في فقرة كالي وصفع كالي مرتين وكالي لم يرد له الصفعة عليه احتراما له والإسبوع اللي يليه تدخل في مباراة كالي ويوشي تاتسو، نزل كالي لمواجهة جيندر مهال فإذا بالأخير يصفعه من جديد كالي رجع للحلبة هزم يوشي تاتسو بضربة ذا بلوم بعد ذلك كين لعب ضد كالي وفاز كين لينقلب كالي على مدير أعماله ويذهب مع جيندر مهال وبذلك كونوا فريق أول مباراة لجيندر مهال كانت ضد يوتشي تاتسو في 3 يوليو فاز جيندر ب فل نيلسون سلام ثم انتهى فريق ذا جريت كالي وجيندر ماهال وأصبحا عدوين ولعبا مباراة وانتصر جريت كالي
.

## العداوة مع شيمس
بدأت عداوة جيندر ماهال مع شيمس عندما انتصر شيمس على جيندر ماهال في مباراة ثم لعب شيمس وجندر ماهال مبارتين وفاز فيها شيمس وعندما كان شيمس يتكلم مع وايد باريت على من الفائز في الرويل رامبل ثم دخل جيندر ماهال وضرب شيمس وساعده على ذلك وايد باريت ثم لعب وايد باريت ضد شيمس في مباراة طاولات ودخل جيندر ماهال وأشغل شيمس وخسر شيمس في ذلك المباراة ودخل جيندر الحلبة وحاول تكسير طاولة على شيمس لكن شيمس في آخر لحظة أوقع جندير وفعل له بروغ كيك ثم كسر عليه طاولة وانتهت عداوة جيندر مع شيمس في آخر مباراة لهما وانتصر شيمس

## بطلا لدابليو دابليو إي (2017)
في 11 أبريل من حلقة سماكداون تم إعلان أن جيندر أصبح عضوا فيها.
في الأسبوع التالي فاز ماهال في مباراة سداسية لتحديد المنافس الأول لبطولة دبليو دبليو إي التي كان يحملها راندي أورتن.
في الأسبوع التالي قام جيندر مهاجمة راندي وسرق الحزام لكنه أعاده في الأسبوع المقبل. ثم في عرض باكلاش في 21 ماي فاز جيندر ماهال على راندي أورتن ليفوز ببطولة دبليو دبليو أي لأول مرة في تاريخه.

## البطولات والانجازات
- بطولة دبليو دبليو أي (مرة واحدة)
- بطولة الولايات المتحدة (مرة واحدة)
- اقصى فردين من فريق نيو داي في رويال رامبل2018

## روابط خارجية
- جيندر ماهال على موقع IMDb (الإنجليزية)
- جيندر ماهال على موقع قاعدة بيانات الفيلم (الإنجليزية)
- جيندر ماهال على موقع دبليو دبليو إي (الإنجليزية)
- جيندر ماهال على موقع WrestlingData.com (الإنجليزية)
- جيندر ماهال على موقع CageMatch worker (الإنجليزية)
- جيندر ماهال على موقع قاعدة بيانات المصارعة على الإنترنت (الإنجليزية)
- جيندر ماهال على موقع عالم المصارعة على الإنترنت (الإنجليزية)
- جيندر ماهال على موقع عالم المصارعة على الإنترنت (الإنجليزية)